# Nacionalismo argentino
El nacionalismo argentino se refiere a la ideología y movimiento sociopolítico surgido durante la Guerra de la Independencia Argentina que terminó de culminar con la identidad nacional de los Argentinos y el propio surgimiento del Estado Argentino.
El nacionalismo argentino se fortaleció durante la década de 1880 en adelante y hubo oleadas de renovado interés en el nacionalismo en el Proceso de Reorganización Nacional y específicamente durante la Guerra de las Malvinas, disminuyendo después de la rendición argentina y de la desmalvinización.
Actualmente el nacionalismo argentino se basa principalmente en la soberanía nacional de Argentina, la disputa de soberanía sobre las Islas Malvinas, la disputa sobre las Islas Georgias y Sándwich del Sur, el dominio argentino sobre la Antártida y el legado de próceres argentinos como José de San Martin, Manuel Belgrano, Juan Manuel de Rosas o Julio Argentino Roca. También cabe recalcar los sentimientos exaltados de nacionalismo luego de los triunfos argentinos en la Copas Mundiales de Fútbol de 1978, 1986 y 2022.

## Historia

### SigloXIX
La Argentina moderna fue parte del Virreinato del Río de la Plata, virreinato del Imperio español. La Revolución de Mayo y la Primera expedición auxiliadora al Alto Perú iniciaron la Guerra de la Independencia Argentina. Se basaba en el principio de la retroversión de la soberanía al pueblo: con el rey ausente, la soberanía retornaba a sus súbditos que eran entonces capaces de gobernarse por sí mismos.

Bandera de la Confederación Argentina

Esto dio lugar a conflictos entre las provincias del virreinato: algunas facciones querían mantener el país bajo la organización centralista utilizada hasta ahora, otras querían utilizar un sistema federalista y otras querían separarse de sus provincias como países independientes. Esto condujo a las guerras civiles argentinas. Los Directores Supremos de las Provincias Unidas del Río de la Plata eran centralistas, mientras que José Gervasio Artigas y sus simpatizantes eran federalistas. Esos grupos evolucionaron hacia el Partido Unitario y el Partido Federal, respectivamente. Iniciando una larga guerra civil que terminaría recién en 1880.
El sentido de unidad nacional se incrementó durante el bloqueo francés y la guerra del Paraná. Reino Unido y Francia intentaron evitar que Juan Manuel de Rosas interfiriera en Uruguay con un bloqueo naval, lo que tuvo el efecto secundario de impulsar la popularidad de Rosas y aumentar la solidaridad nacional. En la actualidad todavía se recuerda las hazañas de la Confederación Argentina en el Día de la Soberanía Nacional.
En la década de 1880, Argentina se apoderó de casi toda la Patagonia con la Conquista del Desierto y aseguró sus límites nacionales modernos. Se temía que la gran ola migratoria europea a Argentina diluyera la identidad nacional, por lo que Vicente Quesada y otros historiadores promovieron el nacionalismo al establecer la idea del virreinato como la «Gran República Argentina» (aunque el actualidad hay gente que también utiliza el término «Imperio Argentino»), irrumpida en varios países por la intromisión de potencias externas. Esta percepción se vio reforzada por los conflictos diplomáticos con Brasil de la época.

### SigloXX
El nacionalismo resurgió durante la década de 1930. En oposición al cambio radical de Alvear, en 1935, jóvenes yrigoyenistas de origen nacionalista fundaron FORJA (Fuerza Orientadora Radical de la Juventud Argentina), que tuvo como líderes a los socialistas Arturo Jauretche, Raúl Scalabrini Ortiz y Gabriel del Mazo. El lema de FORJA era: "Somos una Argentina colonial, queremos ser una Argentina libre". Entre otras cosas, FORJA denunció el silencio del gobierno sobre muchos problemas como la creación del Banco Central, "sacrificios económicos impuestos en beneficio del capitalismo extranjero", "política petrolera", "intervenciones militares arbitrarias", "restricciones a la libertad de opinión", "incorporación a la Sociedad de Naciones", "supresión de relaciones con Rusia", "investigaciones parlamentarias", "el crimen del Senado", etc. y especialmente durante la Segunda Guerra Mundial. Esos nacionalistas pensaban que Argentina tenía una dependencia económica de Gran Bretaña, y que el país no debería ayudar a Gran Bretaña sino mantenerse neutral. Este nacionalismo condujo a la llamada Revolución del 43. En 1946 con apoyo de sectores nacionalistas sería electo presidente Juan Domingo Perón. Perón denunció la intromisión del embajador de los Estados Unidos Spruille Braden en las elecciones de 1946, en donde Perón resultó ganador. Nacionalizó varias herramientas clave de la economía argentina y declaró la «independencia económica argentina».

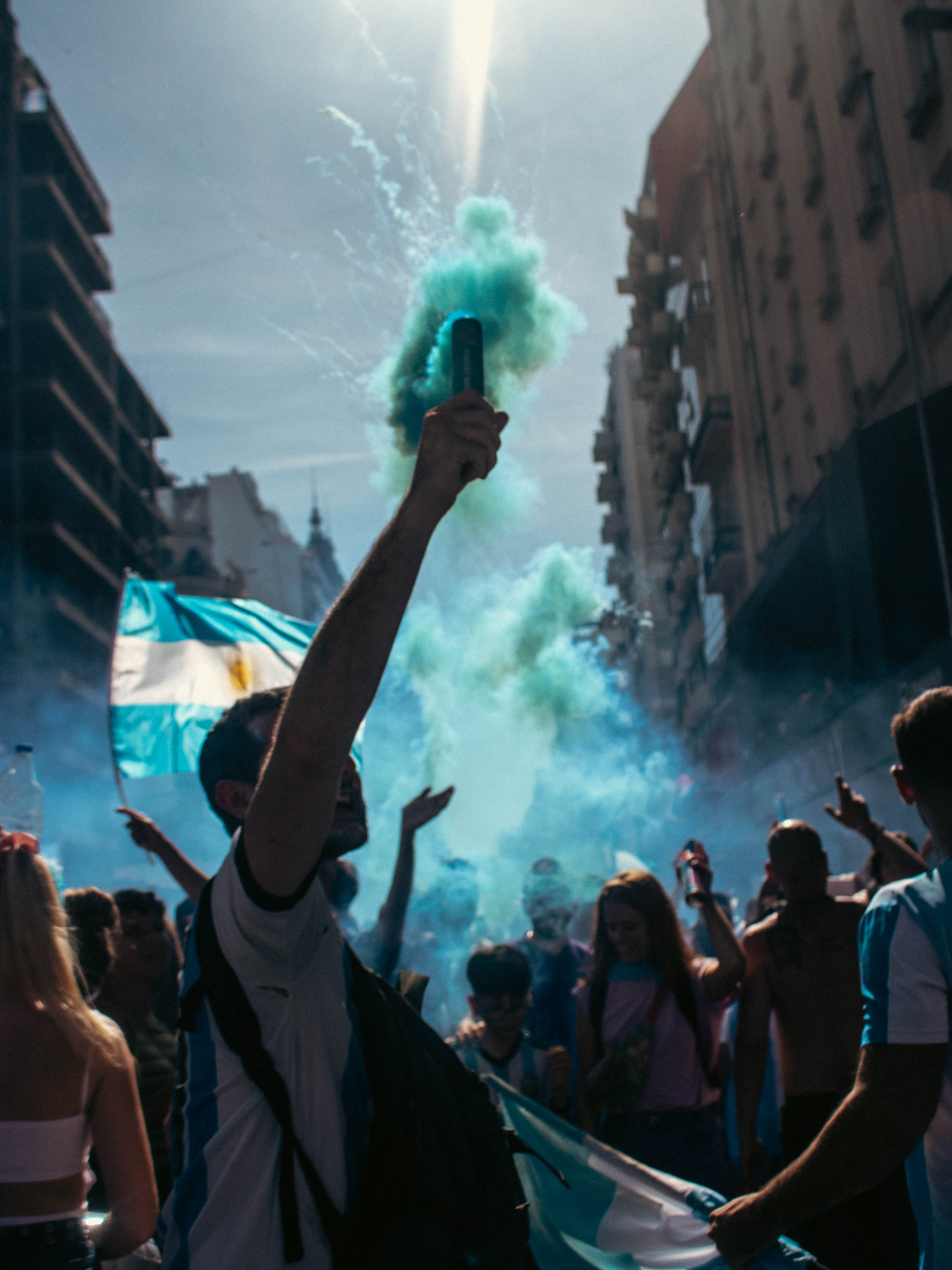
Tras la obtención de la Copa Mundial de Fútbol de 2022, ocurrió un sentimiento exaltado del nacionalismo argentino sobre la sociedad.

Las analogías entre Perón y Rosas se hicieron explícitas durante la Revolución Libertadora, un golpe de Estado que derrocó al Perón del poder y proscribió al peronismo. Eduardo Lonardi, gobernante de facto,  califico a Perón era «la segunda tiranía», siendo Rosas la primera, y que ambos debían ser igualmente rechazados, y viceversa, los dos gobiernos que los derrocaron debían ser elogiados. Este enfoque fracasó. Perón mantenía una popularidad alta y, por lo que los peronistas abrazaron la comparación establecida entre Rosas y Perón, pero viéndolo con una perspectiva positiva en su lugar. historiadores nacionalistas-peronistas dibujan entonces su propia línea de continuidad histórica, «San Martín-Rosas-Perón».
Durante el gobierno del teniente general Juan Carlos Onganía donde Trabajó cerca de la comunidad católica lo que despertó críticas de otros credos por la posibilidad de que volviera a impartirse educación cristiana y nacional en las escuelas públicas.
El Proceso de Reorganización Nacional promovió los valores nacionalistas para justificar el terrorismo de Estado (Operativo Independencia) y la Guerra de las Malvinas. Ambos conflictos generaron una gran polémica.[cita requerida] Como resultado, se concretó una mala fama acerca de que Argentina se metiera en guerras externas, como en el Operativo Alfil. La victoria de la Selección Argentina en la Copa Mundial de Fútbol de 1978 (que ocurrió en Argentina) y la de 1986 exaltaron el nacionalismo aún más.